# Maison avec des fresques de Branko Šotra à Donji Dubac
La maison avec des fresques de Branko Šotra à Donji Dubac (en serbe cyrillique : Кућа Алексе Пушељића у Чачку ; en serbe latin : Kuća sa zidnim slikama Branka Šotre u Donjem Dupcu) se trouve à Donji Dubac, dans la municipalité de Lučani et dans le district de Moravica, en Serbie. Elle est inscrite sur la liste des monuments culturels protégés de la république de Serbie (identifiant no SK 529),,.

## Présentation
La maison Tadić est une simple maison rurale située au sommet d'une colline d'où l'on peut voir une bonne partie de la région de Dragačevo. Elle tire toute son originalité des fresques dont elle est ornée, représentant des scènes et des motifs de la vie des gens pendant la Seconde Guerre mondiale.
Le révolutionnaire et peintre Branko Šotra (1906-1960) y a trouvé refuge de 1942 à janvier 1943, avec sa sœur Rajka Borojević ; depuis cette maison, il a diffusé ses idées sur la libération nationale auprès des habitants du Dragačevo, notamment la jeunesse. L'artiste, qui peignait et exposait activement avant la guerre, n'a pas pu peindre pendant son séjour à Dubac ; il a donc laissé une trace de son séjour en peignant la maison qui lui servait de cachette. Parmi les fresques réalisées, on trouve des figures idéalisées de femmes et d'hommes, ainsi que diverses scènes de la vie quotidienne et des paysages ruraux, qui se fondent dans l'ambiance de la maison. Dans le style du néo-classicisme rural, on peut citer les compositions Pour le dîner, Poselo, Mère avec un enfant, deux natures mortes en médaillons, un Jeune Homme avec un panier de pommes ou un Charpentier.
La force, la vitalité et l'optimisme émanent des personnages, malgré les circonstances dans lesquelles ils ont été peints. Les fresques ont été réalisées selon la technique a secco, sur un mur préparé à la chaux, avec des peintures en poudre.